# Acanthogobius
Genre
Acanthogobius est un genre de poissons regroupant 6 des nombreuses espèces de gobies.

## Liste d'espèces
Selon ITIS (17 déc. 2015) :
- Acanthogobius elongatus (Ni & Wu, 1985)
- Acanthogobius flavimanus (Temminck & Schlegel, 1845)
- Acanthogobius hasta (Temminck & Schlegel, 1845)
- Acanthogobius insularis (Shibukawa & Taki, 1996)
- Acanthogobius lactipes (Hilgendorf, 1879)
- Acanthogobius luridus Ni & Wu, 1985

Selon NCBI (17 déc. 2015)
- Acanthogobius flavimanus (Temminck & Schlegel, 1845)
- Acanthogobius hasta (Temminck & Schlegel, 1845)
- Acanthogobius lactipes (Hilgendorf, 1879)
- Acanthogobius luridus Ni & Wu, 1985

Selon World Register of Marine Species (17 déc. 2015)
- Acanthogobius flavimanus (Temminck & Schlegel, 1845)
- Acanthogobius lactipes (Hilgendorf, 1879)
- Acanthogobius luridus Ni & Wu, 1985